# Collaps
Collaps war eine Hardcore-Punk-Band aus Siegen. Die Band existierte zwischen 1984 und 1991.

## Geschichte
Die Band wurde 1984 von Jens Happel (Schlagzeug) und Martin „MaJu“ Jung (Gesang) gegründet. Wolfgang Schwarzwälder (Bass) und Burkhard „BuJu“ Jung (Gitarre) komplettierten das erste Line-up. Kurz darauf stieß Dirk Happel als weiterer Gitarrist zur Band. In dieser Besetzung wurde die erste 7’’-EP Not Just Aggression in Duisburg aufgenommen und 1987 von Double A Records veröffentlicht. Es folgten erste überregionale Konzerte. Für die LP Bacteria wurde Wolfgang Schwarzwälder am Bass durch Hauke Röckinghausen ersetzt. Die LP erschien 1988 auf Double A Records. Die Band spielte Konzerte und Tourneen im In- und Ausland mit Bands wie Negazione und Angry Red Planet. Die 7’’-EP I Burnt the Bridge to Hollywood mit Stephan Rohmund am Bass wurde 1990 veröffentlicht. Das Abschiedskonzert fand am 9. März 1991 im VEB in Siegen statt. Im Mai 1994 spielte die Band zwei Reunion-Konzerte an zwei aufeinanderfolgenden Tagen im VEB in Siegen. Jens und Dirk Happel waren parallel bei Kalaschnikow aktiv, einer Hardcore-/Crossover-Band aus Siegen, die mehrere CDs veröffentlichte.
Neben den genannten und mittlerweile extrem raren Schallplatten wurden diverse Songs der Band auf LP- und Tape-Compilations veröffentlicht.

## Stil
Der Stil der Band hat sich vom klassischen Punkrock mit plakativen, politischen, deutschen Texten zu schnellem Hardcore mit persönlichen und sozialkritischen Texten in englischer Sprache gewandelt. In den letzten Jahren entwickelte Collaps einen eigenständigen Sound aus abwechslungsreichem Hardcore mit Hardrock-Elementen.

## Diskografie
- 1987: Not Just Aggression (7’’-EP, Double A Records)
- 1988: Bacteria (LP, Double A Records)
- 1990: I Burnt the Bridge to Hollywood (7’’-EP, Double A Records)
- 2014: Oh My God, They’re Gonna Rock Us to Hell (CD, Burning Hot Records)